# Erős Károly
Erős Károly (Cegléd, 1971. december 20. –) kétszeres magyar válogatott labdarúgó. Pályafutása során 402 magyar élvonalbeli bajnoki mérkőzésen lépett pályára, ezeken 30 gólt szerzett. A  profi labdarúgástól 2009 májusában visszavonult.
Visszavonulása után a Pest megyei Monoron segédkezett játékosedzőként, valamint az Újpest FC B csapatánál. Később az FC Dabasnál lett edző. 2020 nyarán a Monor SE vezetőedzőjének nevezték ki.

## Pályafutása
Több élvonalbeli együttesben is megfordult. Pályafutása csúcspontját az MTK-ban érte el, ahonnan a válogatottba is bekerült. Később Újpesten is meghatározó játékosnak számított, ahol igencsak megkedvelték a szurkolók a csupa szív játékost.

## Bundabotrány
2012-ben a kirobbant fogadási csalásokkal kapcsolatban érintettnek találták, vádlottként hallgatták ki, mondván több ízben segédkezett mérkőzések eredményének manipulálásában. 2017. június 22-én a Fővárosi Ítélőtábla egy év börtönre – két évre felfüggesztve –, valamint 200 ezer forint pénzbüntetésre, és a hivatásos labdarúgói sportolói foglalkozástól két évi eltiltással büntette.

## Statisztika

### Mérkőzései a válogatottban
| Magyarország | Magyarország      | Magyarország                       | Magyarország | Magyarország | Magyarország  | Magyarország | Magyarország | Magyarország |
| #            | Dátum             | Helyszín                           | Hazai        | Eredmény     | Vendég        | Kiírás       | Gólok        | Esemény      |
| ------------ | ----------------- | ---------------------------------- | ------------ | ------------ | ------------- | ------------ | ------------ | ------------ |
| 1.           | 2000. március 29. | Debrecen, Oláh Gábor utcai stadion | Magyarország | 0 – 0        | Lengyelország | barátságos   | -            |              |
| 2.           | 2001. március 7.  | Ammán                              | Jordánia     | 1 – 1        | Magyarország  | barátságos   | -            |              |
|              | Összesen          |                                    |              | 2            | mérkőzés      |              | 0            | gól          |